# Sigaloseps deplanchei
Espèce
Synonymes
- Lygosoma deplanchei Bavay, 1869
- Leiolopisma deplanchei (Bavay, 1869)
- Hinulia tetragonorus Günther, 1872

Statut de conservation UICN

 NT  : Quasi menacé
Sigaloseps deplanchei est une espèce de sauriens de la famille des Scincidae.

## Répartition

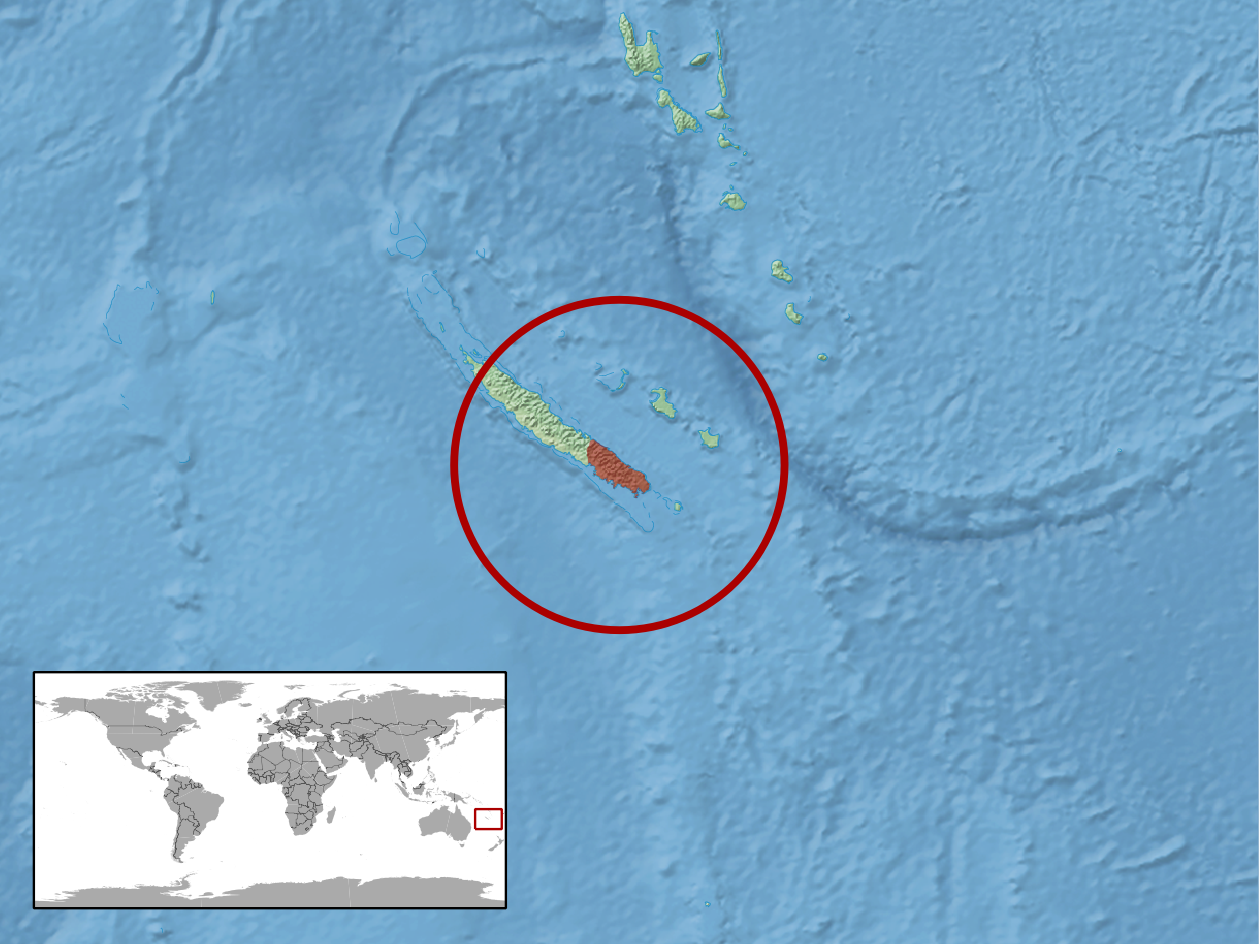
Répartition de l'espèce.

Cette espèce est endémique de Nouvelle-Calédonie.

## Étymologie
Cette espèce est nommée en l'honneur d'Émile Deplanche.

## Publication originale
- Bavay, 1869 : Catalogue des Reptiles de las Nouvelle-Calédonie et description d'espèces nouvelles. Mémoires Société linnéenne de Normandie, vol. 15, p. 1-37.